# Waffenrad

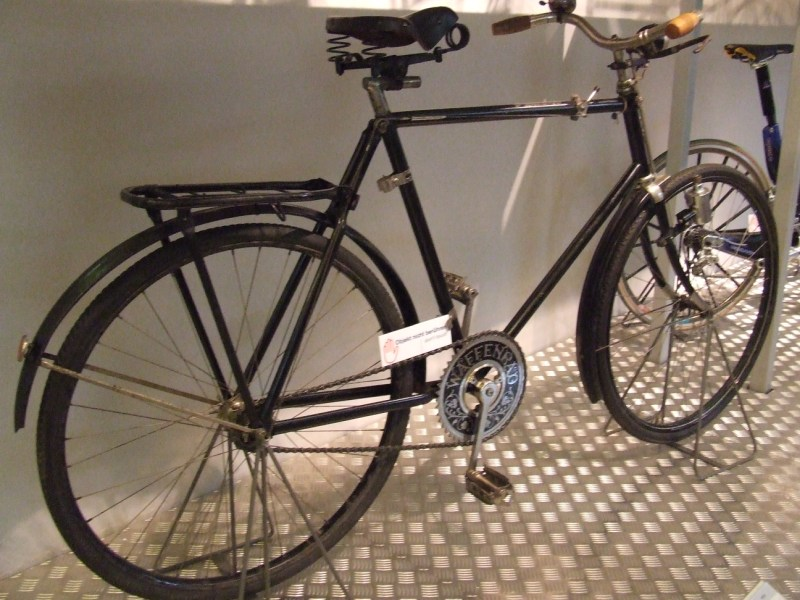
Steyr Waffenrad Modell 97 aus dem Jahr 1912 im Technischen Museum Wien

Waffenrad ist ein Markenname, der ursprünglich die von der Österreichischen Waffenfabriks-Gesellschaft in Steyr hergestellten Fahrräder bezeichnete. Für den Absatz in tschechischsprachigen Gebieten wurden die Markennamen Zbrojovka und Kolo Zbrojovky verwendet. Ab den 1930er Jahren war die Marke Waffenrad im Eigentum der Steyr-Daimler-Puch AG und wurde von ihr nur noch für klassische Tourenräder verwendet. Ende der 1980er Jahre gingen die Rechte an Piaggio. 2014 wurden von der Firma Faber Waffenräder im Retrodesign auf den Markt gebracht.
Umgangssprachlich wurde der Begriff Waffenrad in Österreich, abweichend vom Markenrecht, zum Synonym für alle robusten, schweren, alten, meist schwarzen Fahrräder.

## Geschichte

### Produktion in Steyr
Die Österreichische Waffenfabriks-Gesellschaft in Steyr befand sich im Jahr 1894, nachdem die Aufträge für die Gewehrproduktion kurzfristig stark zurückgegangen waren, in einer Krise. Um ein zweites Standbein aufzubauen, erwarb man noch im selben Jahr die Rechte zur Produktion der Fahrräder der Coventry Machinists Company, einem der führenden Unternehmen in der Branche. Anfangs verwendete man noch den Markennamen „Swift“ des englischen Lizenzgebers. In Inseraten wurden die Räder als Waffenfabriksrad „Swift-Steyr“ beworben, aber schon im Jahr 1895 wurde fallweise das Wort „Waffenfabriksrad“ zu „Waffenrad“ verkürzt. Ab 13. August bzw. 3. September 1896 wurde „Waffenrad“ als Markenname registriert und löste die Bezeichnung „Swift“ ab.
Der Name Waffenrad war anfangs noch keine Bezeichnung für eine bestimmte Fahrradtype, sondern wurde für alle von der Waffenfabriks-Gesellschaft produzierten Fahrräder verwendet. Es wurden Tourenräder, Rennräder, Lastenräder, Militärfahrräder, spezielle Modelle für Post, Gendarmerie und andere Ämter, alle unter dem Namen Waffenrad gebaut. Um immer auf dem letzten Stand der Technik zu bleiben, wurden jährlich neue Modelle auf den Markt gebracht. Ab 1911 wurde von der Waffenfabriks-Gesellschaft zusätzlich die Marke „Kosmos“ für billigere, in den Inseraten auch als „Volksrad“ beworbene Modelle eingeführt. Wie viele andere Fahrradfabriken begann man auch in Steyr nach dem Ersten Weltkrieg mit der Produktion von Kraftfahrzeugen, die anfangs als „Waffenautos“ bezeichnet wurden. 1926 änderte die „Oesterreichische Waffenfabriks-Gesellschaft“ ihren Namen auf „Steyr-Werke“. Während für Kraftfahrzeuge „Steyr“ als Markenname verwendet wurde, blieb bei Fahrrädern die Bezeichnung „Waffenrad“ bzw. „Steyr-Waffenrad“.

### Produktion in Graz
Johann Puch produzierte schon seit 1889 in Graz Fahrräder. Lange Zeit waren Puch-Werke und Steyr-Werke Konkurrenten, doch im Jahr 1929 führte die Fusion der Allgemeinen Bodencreditanstalt mit der Creditanstalt dazu, dass die beiden Unternehmen nun den gleichen Haupteigentümer hatten. Noch im selben Jahr wurde für die Fahrrad- und Kraftfahrzeugproduktion der Steyr-Werke und der Austro-Daimler-Puch-Werke eine Dachorganisation gegründet. 1934 wurden die beiden Firmen zur Steyr-Daimler-Puch AG fusioniert. Die Produktion von Fahrrädern wurde daraufhin in Graz konzentriert. Die Fahrradproduktion in Steyr wurde bald nach der Fusionierung eingestellt. Die Steyr-Daimler-Puch AG verwendete für praktisch idente Fahrräder die Markennamen „Steyr-Waffenrad“, „Puch“, „Austro-Daimler“, „Styria“ und „Dürkopp-Diana“. Dabei handelt es sich durchwegs um robust gebaute, schwere Tourenrräder, wobei der Gattungsbegriff „Tourenrad“ immer mehr zu einem Anachronismus wurde, denn diese Fahrräder wurden hauptsächlich als Alltagsräder auf kurzen Strecken, aber immer seltener für längere Fahrradtouren verwendet.

### Piaggio
Nach der Einstellung der Zweiradproduktion in Graz im Jahr 1987 erwarb das italienische Traditionsunternehmen Piaggio unter anderem auch die Rechte am Markennamen „Waffenrad“ und verwendete ihn bis 1997 ebenfalls für schwere Tourenräder.

### Wiederauflage
Unter der Marke Puch wird seit 2014 von der Faber Group, einem 1948 gegründeten Zweiradunternehmen, wieder ein Puch-Waffenrad in Retro-Design vertrieben. Diese, auch als Waffenrad 2.0 bezeichneten Räder werden von Cyclo Europe in Polen, nach anderen Angaben in Frankreich  produziert. Auch eine Variante als E-Bike wurde aufgelegt.

## Merkmale
Waffenräder gingen nach dem Zweiten Weltkrieg nicht mit den allgemeinen Trends zu farbigen Rahmen, Kettenschaltungen und Felgenbremsen, sondern behielten technische und optische Merkmale klassischer Tourenräder bei. Die folgenden Punkte sind für Waffenräder dieser Periode typisch aber nicht alle sind zwingend. So wurden zum Beispiel in den 1980er Jahren auch weiße Waffenräder erzeugt. In Eigenproduktion hergestellte Teile wie Sättel oder Lichtanlagen wurden schon vor dem Ende der Zweiradproduktion in Graz zunehmend durch zugekaufte Produkte ersetzt.
- Breiter gefederter Sattel; lange Zeit wurden die von Steyr-Daimler-Puch selbst erzeugten Styria-Lastik Sättel verbaut.
- Styria-Lux Lichtanlage, ebenfalls aus Eigenproduktion
- Schwarz lackierte Stahlfelgen ohne die, ab den 1960er Jahren sonst üblichen, seitlichen Flächen für den Eingriff der Felgenbremsen.
- Schwarz lackierte Schutzbleche, bei Damenrädern der hintere Kotflügel mit Löchern zum Einhängen vom Kittelschutz (Rockschutznetz).
- Vorne Stempelbremsen, seltener Trommelbremsen oder Radialfelgenbremsen.
- Hinten Styria Rücktrittbremse aus Eigenproduktion mit nur einem Gang, später häufig Torpedo 3-Gang Nabenschaltung mit Rücktrittbremse.
- 28-Zoll-Räder mit schwarzen Semperit-Reifen mit breiter, profilierter Lauffläche.
- Glockengetriebe, später Keilgetriebe.
- Lackierung schwarz mit grün-weißer oder grün-goldener Linierung.
- Schwanenhalsrahmen bei Damenrädern

## In der Populärkultur
Der Begriff „Waffenrad“ fand auch Eingang in die Literatur. So wurde er beispielsweise vom österreichischen Autor Thomas Bernhard verwendet. Der österreichische Autor Alois Brandstetter widmet sich in seinem Roman Zu Lasten der Briefträger auf humorvolle Weise dem Waffenrad. Ebenso erscheint das Waffenrad in den Romanen von Alfred Komarek: Gruppeninspektor Polt benutzt sein geliebtes Waffenrad zur Mörderjagd, zum Beispiel in Polt muß weinen. Auch in den Verfilmungen der Romane fährt Simon Polt alias Erwin Steinhauer mit einem Waffenrad.
In der Filmsatire MA 2412 – Die Staatsdiener wird der Macho Herr Weber auf seinem ultramodernen Mountainbike mit Carbonrahmen und Fullsuspension auf einer steilen Bergstraße von zwei Bauern auf Waffenrädern überholt.

## Bilder

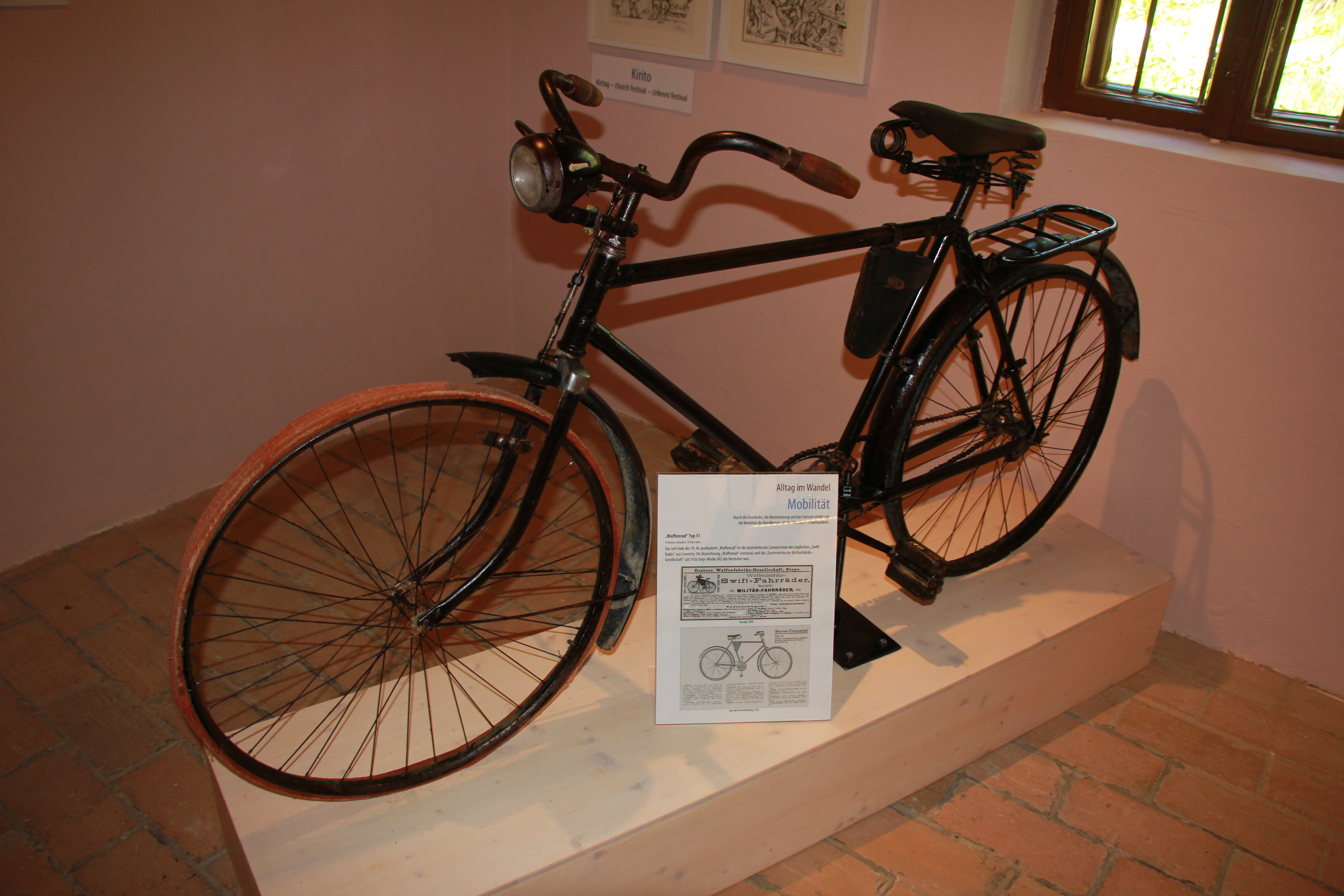
Waffenrad im Museumsdorf Niedersulz
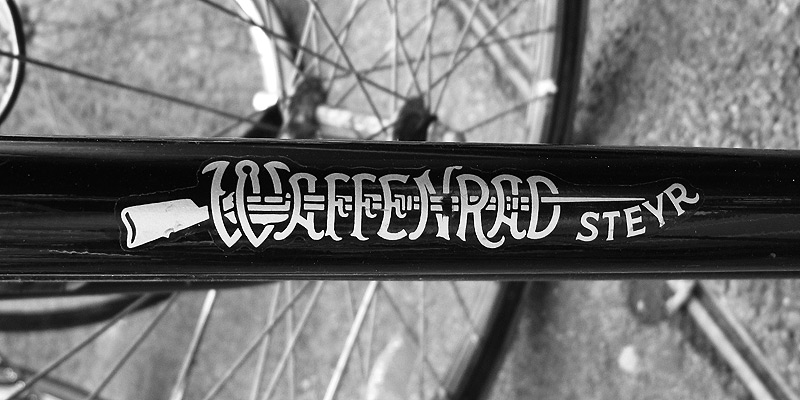
Der einem Gewehr überlagerte Schriftzug „Waffenrad Steyr“ am Oberrohr des zivilen Produkts Fahrrad
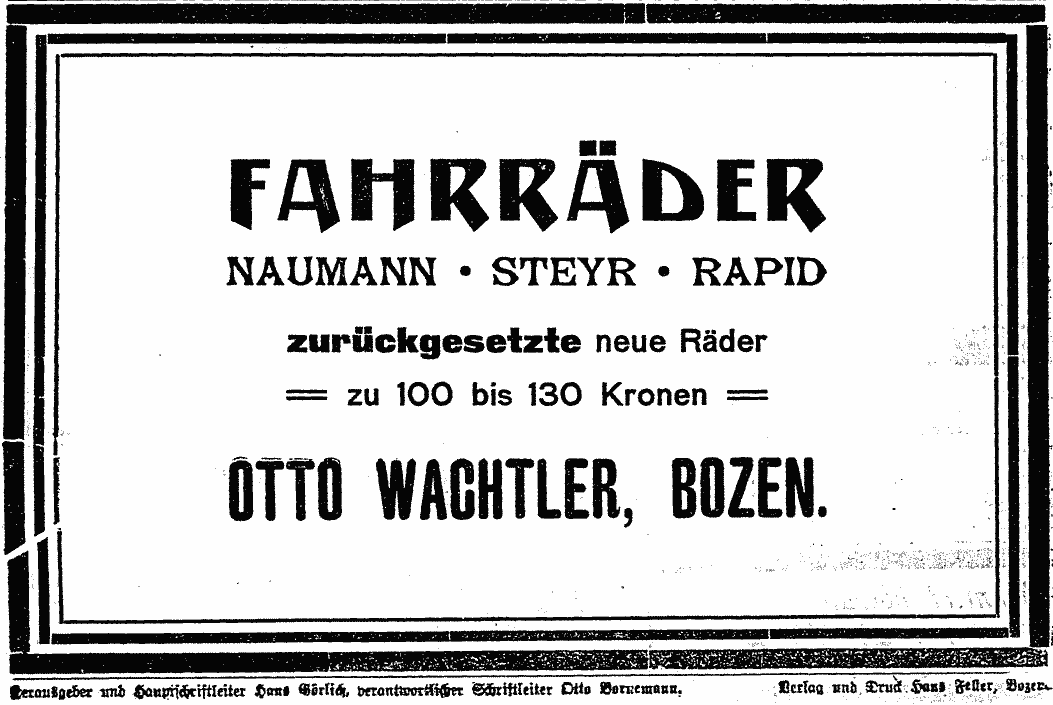
Werbeschaltung für Fahrräder, darunter Steyr, in den Bozner Nachrichten (1898)
Zeitungsinserat (1929)
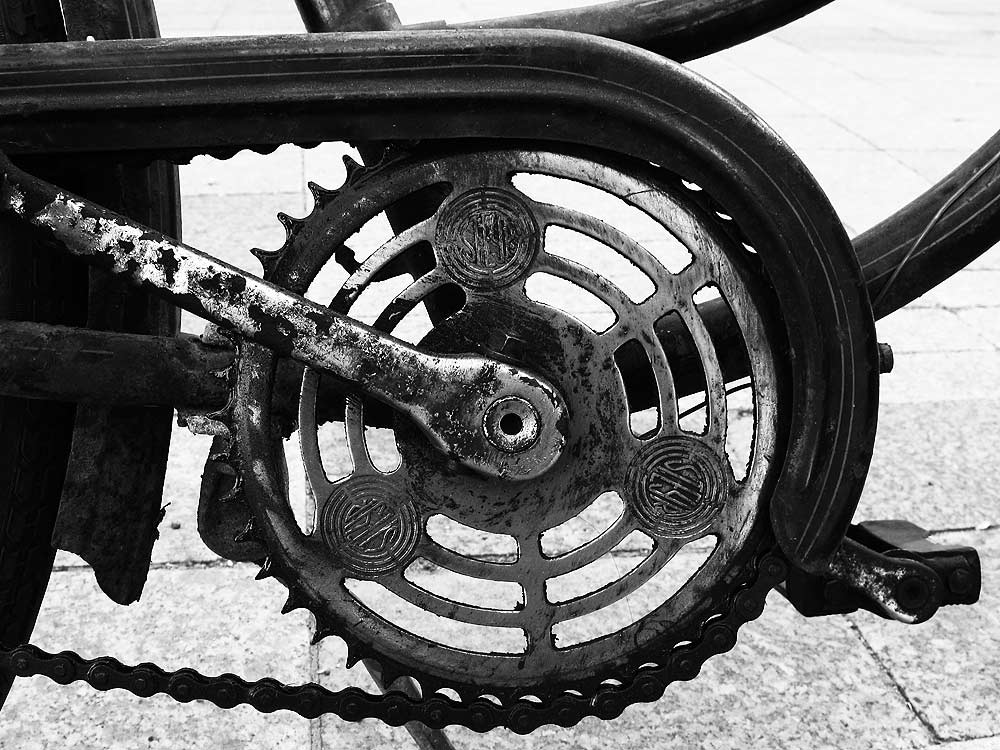
Kettenblatt mit Ringen einer Schießscheibe. 3 Mal das Markenzeichen der Waffenfabrik.
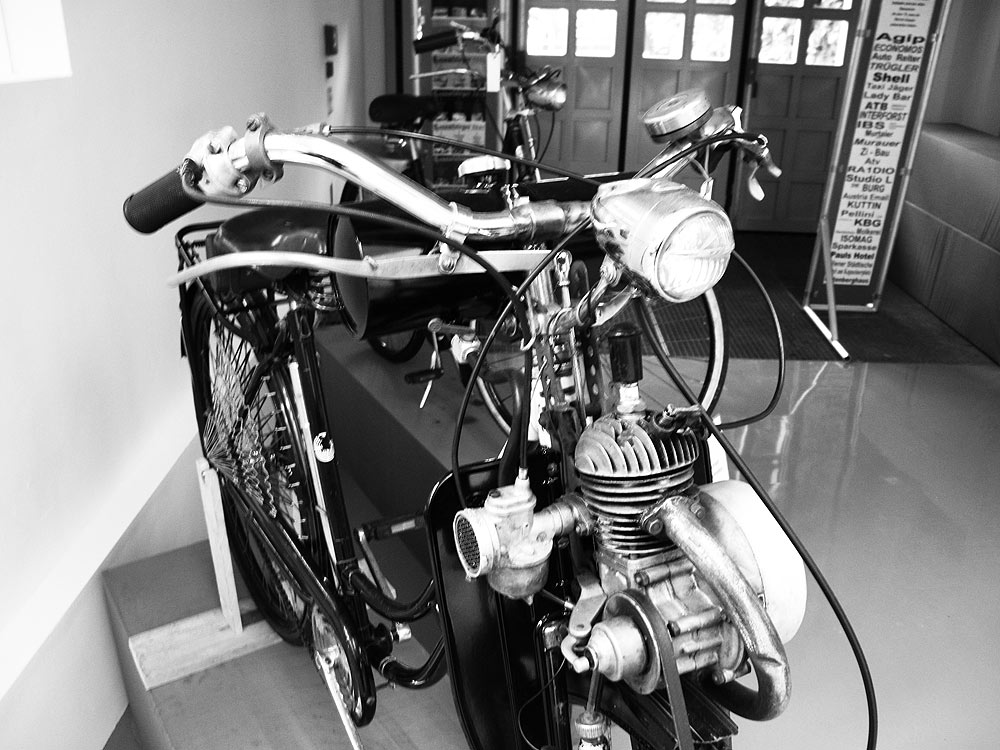
Zweirad mit Frontantrieb: Steyr Waffenrad mit Hilfsmotor von Rex (1953)
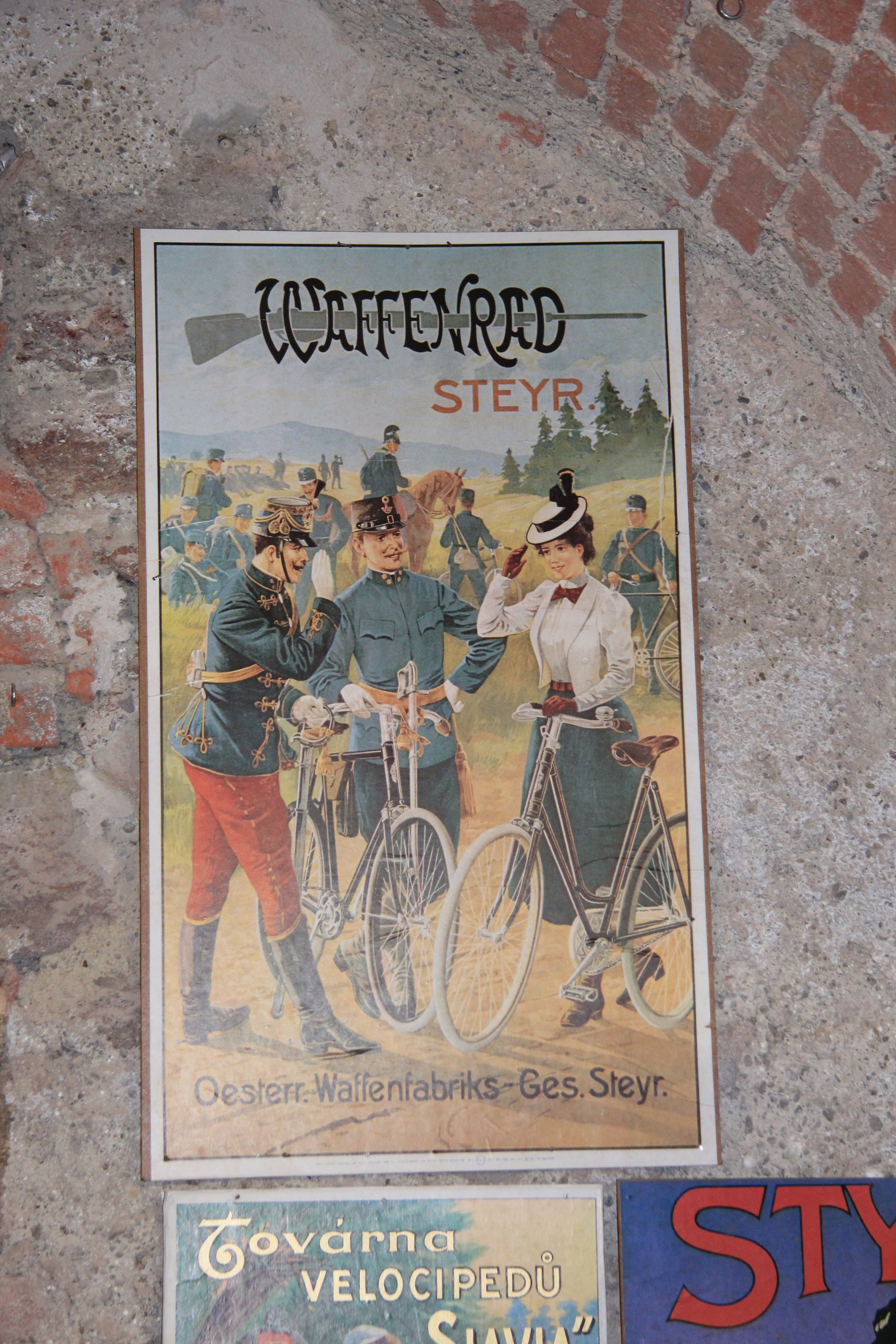
Zivilistin und Soldat treffen sich per Rad. Werbeplakat, Vösendorfer Fahrradmuseum
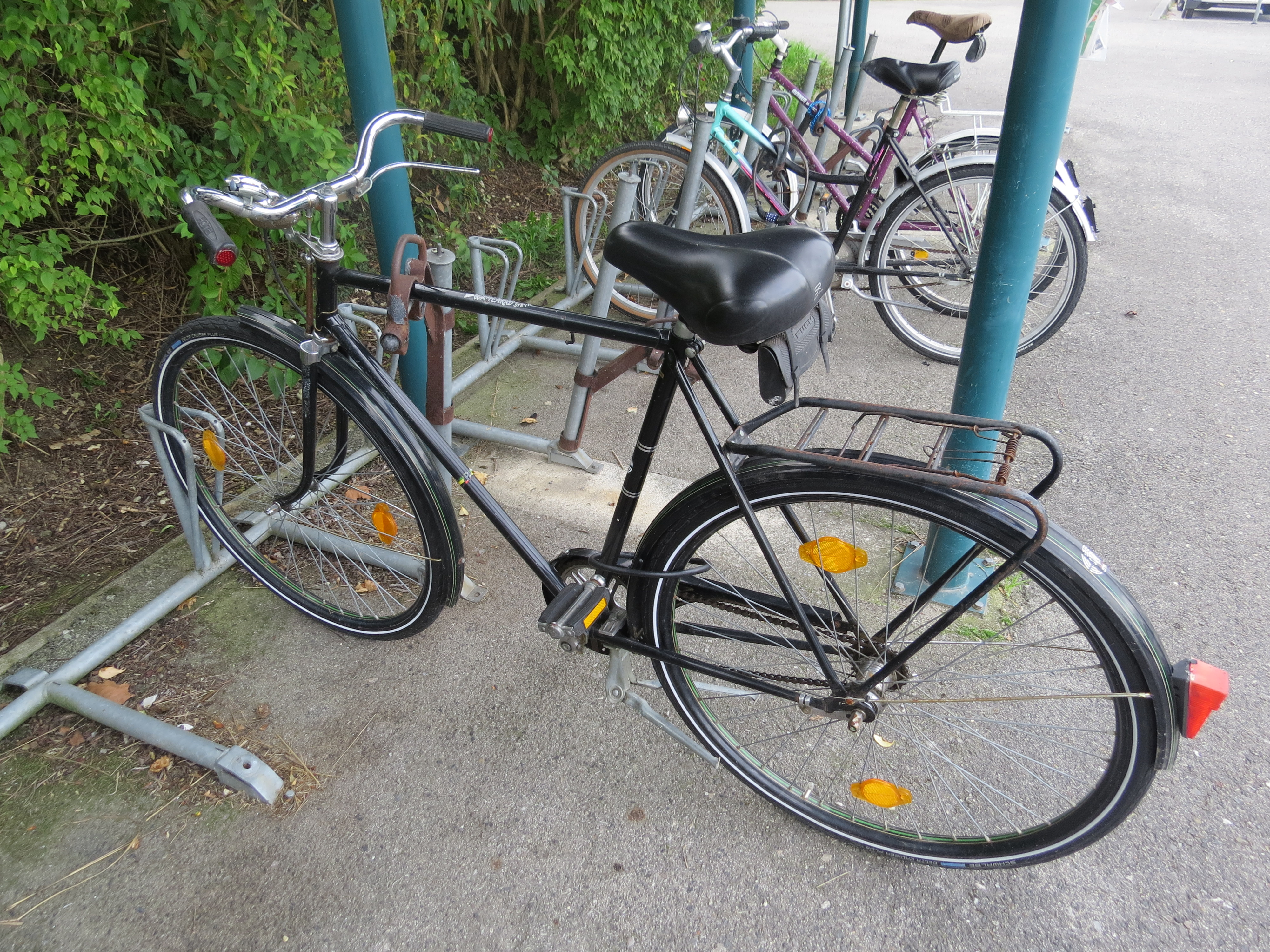
Ein 2017 noch im täglichen Gebrauch stehendes Exemplar (Ybbs an der Donau)